# Reto Berra
Reto Berra (* 3. Januar 1987 in Bülach) ist ein Schweizer Eishockeytorhüter, der seit 2018 bei Fribourg-Gottéron in der National League unter Vertrag steht.

## Karriere

### Vereine
Reto Berra begann seine Karriere beim EHC Bülach, bis er nach den Novizen zu den Elite-A-Junioren der ZSC Lions bzw. den Junioren der GCK Lions wechselte. In der Spielzeit 2003/04 gab er sein Debüt in der Nationalliga B für die GCK Lions und spielte auch in den folgenden Jahren für deren Junioren und Profimannschaft.
In der Spielzeit 2005/06 war er Back-up von Ari Sulander in der Nationalliga A, kam aber auch wieder zu Einsätzen in der NLB. Beim NHL Entry Draft 2006 wurde Berra von den St. Louis Blues in der vierten Runde als 106. ausgewählt. In der folgenden Spielzeit war Berra zunächst wieder Back-up beim ZSC und absolvierte zwei NLA-Spiele in 33 Einsätzen. Ausserdem spielte er 19 Spiele in der NLB für die GCK Lions und hatte drei Einsätze in der Schweizer U20-Nationalmannschaft. In den Play-offs verletzte sich Ari Sulander, so dass Reto Berra in vier weiteren NLA-Spielen zum Einsatz kam.

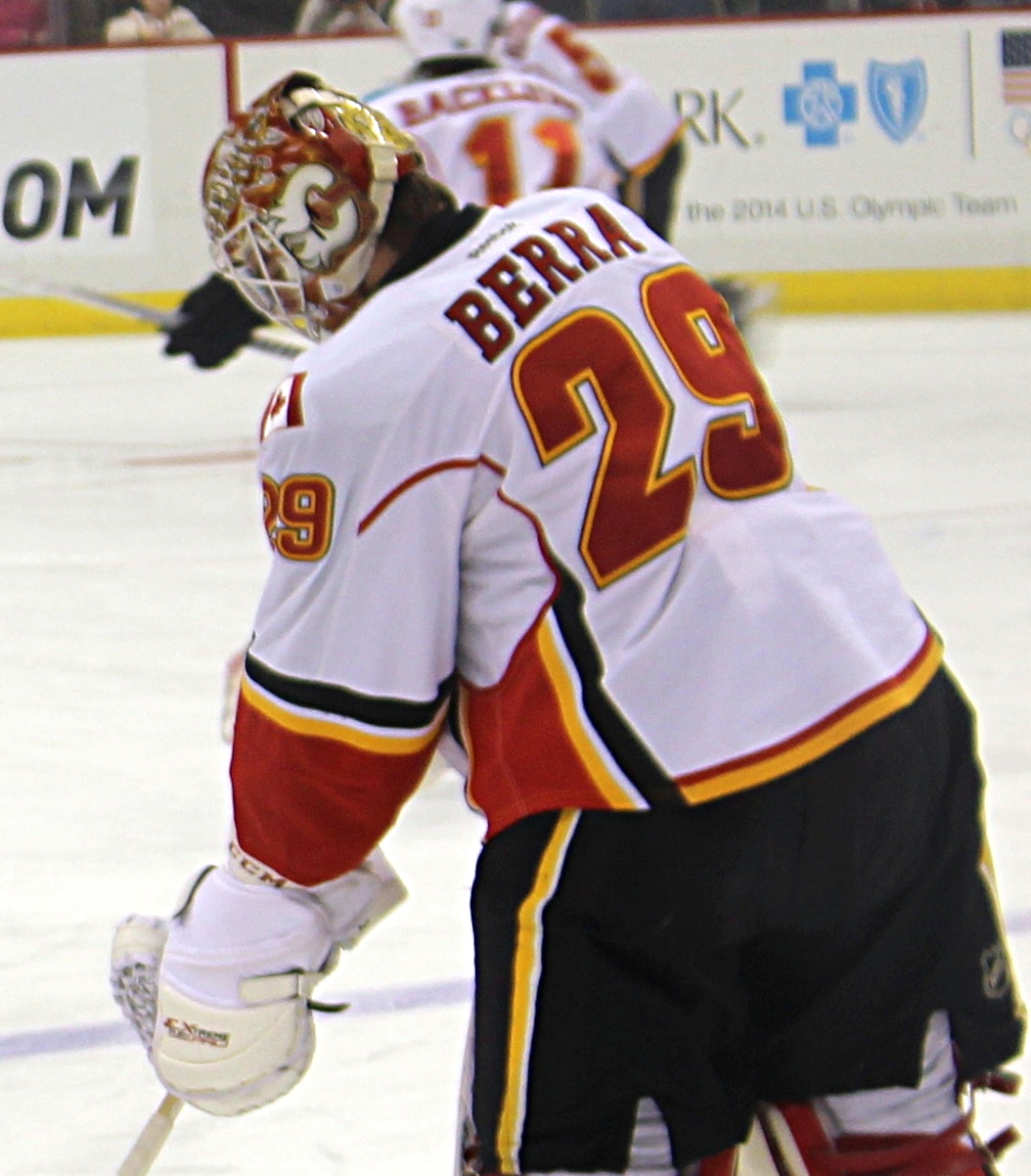
Reto Berra im Trikot der Calgary Flames, Dezember 2013

Nachdem die ZSC Lions den Vertrag mit Sulander im Sommer 2007 verlängert hatten, entschloss sich Berra zu einem Wechsel zum HC Davos, wo Stammtorhüter Jonas Hiller vor seinem Abgang in die NHL stand. In Davos bildete er mit Leonardo Genoni das Torhüterduo, konnte sich aber nicht gegen Genoni durchsetzen. Daher wurde er im Oktober 2008 zunächst an die SCL Tigers und später an den EV Zug ausgeliehen. Anfang 2009 kehrte er ins Davoser Kader zurück, kam aber nur auf wenige Einsätze. Daher entschloss er sich nach dem Gewinn des Meistertitels mit dem HCD zu einem Wechsel und unterschrieb einen Vertrag beim EHC Biel. Beim EHC Biel entwickelte er sich in den folgenden vier Spielzeiten zu einem der besten Schweizer Torhüter und gelangte dadurch in den Fokus der National Hockey League. Am 1. April 2013 sicherten sich die Calgary Flames die NHL-Rechte an Berra im Rahmen eines Tauschgeschäfts und verpflichteten ihn wenige Tage später für ein Jahr.
Zu Beginn der Saison 2013/14 spielte Berra zunächst für das Farmteam der Flames, die Abbotsford Heat, in der American Hockey League.
Am 3. November 2013 debütierte Reto Berra in der NHL im Tor der Calgary Flames gegen die Chicago Blackhawks, die mit 3:2 nach Verlängerung besiegt wurden. Kurz vor der Trade Deadline 2014 wurde er im Tausch gegen ein Zweitrunden-Wahlrecht an die Colorado Avalanche abgegeben.
Nach etwas mehr als zwei Jahren in der Organisation der Avalanche wechselte Berra im Juni 2016 im Tausch für Rocco Grimaldi zu den Florida Panthers.
Im April 2017 unterzeichnete Berra einen Dreijahresvertrag bei Fribourg-Gottéron. Über eine Ausstiegsklausel wechselte der Schweizer jedoch im Juli 2017 zurück in die NHL zu den Anaheim Ducks, bei denen er einen Einjahresvertrag erhielt. Die verbleibenden zwei Vertragsjahre in Fribourg blieben davon unberührt und behielten ihre Gültigkeit. In den folgenden Monaten kam Berra hauptsächlich beim Farmteam der Ducks, den San Diego Gulls, zum Einsatz und kehrte daher zur Saison 2018/19 zu Gottéron zurück.

### Nationalmannschaften
Reto Berra wurde mehrfach in Nachwuchs-Nationalmannschaften der Schweiz eingesetzt. Sein erstes grosses Turnier absolvierte er 2005 bei der U18-Weltmeisterschaft. Sowohl bei der Weltmeisterschaft 2006, als auch bei jener von 2007 war er Stammtorhüter der U20-Nationalmannschaft und trug massgeblich zum Verbleib der Schweiz in der A-Gruppe bei.
Seine erste Herren-Weltmeisterschaft absolvierte Berra 2012. Bei der Weltmeisterschaft 2013 in Stockholm und Helsinki war er erneut Teil der Nationalmannschaft und errang mit dieser die Silbermedaille. Diesen Erfolg wiederholte der Torhüter bei der Weltmeisterschaft 2018 in Dänemark. Darüber hinaus nahm er an den Olympischen Winterspielen 2014 sowie an den Weltmeisterschaften 2014, 2015 und 2016 teil.

## Erfolge und Auszeichnungen
- 2009 Schweizer Meister mit dem HC Davos
- 2012 NLA All-Star Team
- 2024 Spengler-Cup-Gewinn mit Fribourg-Gottéron

### International
- 2013 Silbermedaille bei der Weltmeisterschaft
- 2018 Silbermedaille bei der Weltmeisterschaft

## Karrierestatistik

### Vereine
Stand: Ende der Saison 2017/18

### Nationalmannschaft
Vertrat die Schweiz bei:
| - Weltmeisterschaft 2012 - Weltmeisterschaft 2013 - Olympischen Winterspielen 2014 - Weltmeisterschaft 2014 | - Weltmeisterschaft 2015 - Weltmeisterschaft 2016 - Weltmeisterschaft 2018 |

(Legende zur Torhüterstatistik: GP oder Sp = Spiele insgesamt; W oder S = Siege; L oder N = Niederlagen; T oder U oder OT = Unentschieden oder Overtime- bzw. Shootout-Niederlage; Min. = Minuten; SOG oder SaT = Schüsse aufs Tor; GA oder GT = Gegentore; SO = Shutouts; GAA oder GTS = Gegentorschnitt; Sv% oder SVS% = Fangquote; EN = Empty Net Goal; 1 Play-downs/Relegation; Kursiv: Statistik nicht vollständig)